# Радана вас
Радана вас (словен. Radana vas) је насељено место у општини Зрече, Савињска регија, Словенија.

## Историја
До територијалне реорганизације у Словенији била је у саставу старе општине Словенске Коњице.

## Становништво
У попису становништва из 2011. године, Радана вас је имала 145 становника.
| Број становника према пописима | Број становника према пописима | Број становника према пописима |
| ------------------------------ | ------------------------------ | ------------------------------ |
| 1991                           | 2002                           | 2011                           |
| 145                            | 140                            | 145                            |